# ʿAlī al-Qārī
Nūr ad-Dīn ʿAlī ibn Sultān al-Qārī al-Harawī (arabisch نور الدين علي بن سلطان القاري الهروي, DMG Nūr ad-Dīn ʿAlī b. Sulṭān al-Qārī al-Harawī, geboren in Herat; gestorben 1606 in Mekka), bekannt als Mullā ʿAlī al-Qārī, war ein persischer Koranrezitator, Kalligraph, Koran-, Hadith- und Rechtsgelehrter der Hanafitischen Lehrrichtung in Mekka und einer der produktivsten arabischsprachigen Autoren und Kommentatoren während der Zeit des Osmanischen Reiches. Er gehörte dem Naqschbandīya-Orden an.

## Leben

### Ausbildung
Al-Qārīs familiäre Verhältnisse sind ungeklärt. In einer seiner Schriften nennt er einen gewissen Muʿīn ad-Dīn als seinen Lehrer (Ustādh) für Koranrezitation (ʿilm al-qirāʾa). Er war der Sohn von Hāfiz Zain ad-Dīn Ziyāratgāhī, einem Herater Gelehrten, der bei der Einnahme von Herat durch die Kizilbasch unter Schāh Ismāʿīl hingerichtet wurde. Da Muʿīn ad-Dīn nicht unter den mekkanischen Gelehrten erwähnt wird, ist es wahrscheinlich, dass al-Qārī seinen Unterricht nicht in Mekka, sondern schon vor seiner Übersiedlung in Herat besucht hat.
Wann al-Qārī nach Mekka auswanderte, ist nicht bekannt. Zu seinen dortigen Lehrern gehörten Ibn Hadschar al-Haitamī (gestorben 1567) aus Ägypten und ʿAlī ibn Husām ad-Dīn al-Muttaqī (gestorben 1567) aus Gujarat. Beide waren Schlüsselfiguren in den frommen Zirkeln in Mekka um die Mitte des 16. Jahrhunderts. Ein anderer Sufi aus Indien, Zakarīyā ibn Ahmad al-Bihārī führte ihn in den Naqschbandīya-Orden ein. Außerdem stand er in einem engen Verhältnis zu der ägyptischen Familie der sogenannten Bakrīya-Scheiche (mašāyiḫ Bakriyya). Durch ʿAtīya as-Sulamī (gestorben 1576), ein Mitglied der schafiitischen Elite von Mekka, war er ein indirekter Schüler von Abū l-Hasan al-Bakrī (gestorben 1545), dem Gründer der Bakrīya-Tradition.
In seinem Kommentar zur Ǧazarīya von Ibn al-Dschazarī nennt al-Qārī noch zwei andere Gelehrte als seine Lehrer: Abū l-Haram al-Madanī, Oberhaupt der Koranrezitatoren (šaiḫ al-qurrāʾ) in Medina, und Sirādsch ad-Dīn ʿUmar asch-Schawāfī al-Yamanī, Oberhaupt der Koranrezitatoren in Mekka.

### Tätigkeit als Kalligraph und Koranrezitator

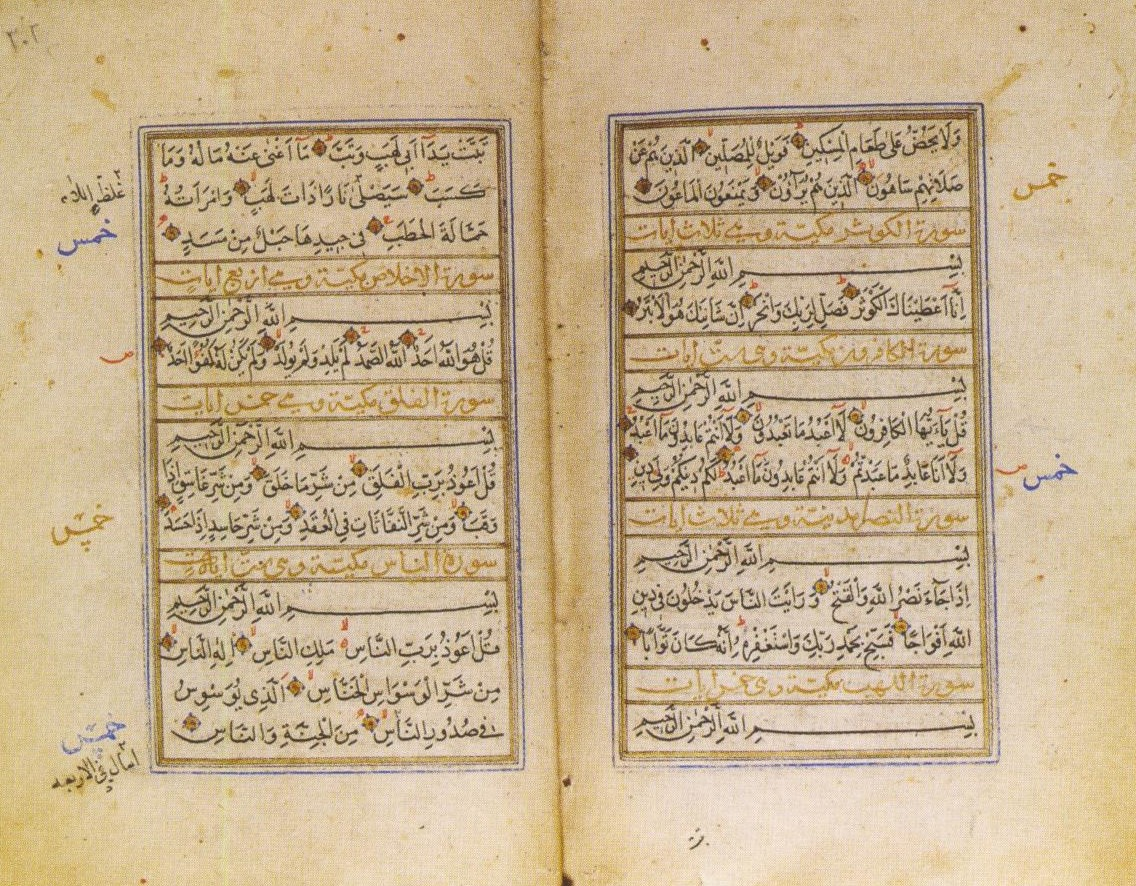
Von al-Qārī in Mekka erstellte Koranhandschrift aus dem Jahre 976 der Hidschra (= 1568/69 n. Chr.), Tinte und Gold auf Papier, heute im König-Faysal-Center für Forschung und Studien in Riad

Al-Qārī scheint seinen Lebensunterhalt in Mekka als Kalligraph verdient zu haben. Mirdād Abū l-Ḫair (gest. 1916/17) zitiert in seiner Sammlung von Biographien mekkanischer Persönlichkeiten einen Kommentator von al-Qārīs Gebetssammlung al-Ḥizb al-aʿẓam mit der Aussage, al-Qārī habe sich bis zu seinem Tode unermüdlich mit Wissen (ʿilm) und Litaneien (aurād) beschäftigt und von der Arbeit seiner Hände gelebt. Er habe eine wundervolle Handschrift (ḫaṭṭ min ʿaǧāʾib ad-dunyā) besessen und jedes Jahr ein mit kalligraphischen Emblemen (ṭurar) und Kommentartexten versehenes Koranexemplar erstellt, durch das er sich für ein Jahr den Lebensunterhalt sicherte. Man habe auch gesagt, dass er zwei Koranexemplare pro Jahr angefertigt und verkauft habe, wobei er den Erlös des einen an die Armen des Hauses gespendet und von dem des anderes sein eigenes Leben finanziert habe. Auch der osmanische Gelehrte Müstaqīmzāde (gest. 1788), der ein Kalligraphenlexikon verfasst hat, kennt den Bericht, wonach al-Qārī von dem Ertrag eines Koranexemplars ein ganzes Jahr leben konnte. In seinem Eintrag zu al-Qārī lobt er dessen schöne Thuluth- und Naschī-Schrift. Zu in seiner Schrift niedergeschriebenen Exemplaren des Korans und des Dīwāns von Ibn al-Fārid habe man regelrechte Wallfahrten unternommen. Anfangs habe man seine Schrift sogar für diejenige des berühmten Kalligraphen Scheich Hamdallāh (gest. 1520) gehalten. Müstaqīmzāde berichtet auch, dass al-Qārī hinsichtlich seiner Gottesfurcht und Selbstkasteiung (riyāḍa) ohnegleichen gewesen sei.
Einige der von al-Qārī angefertigten Koranexemplare haben sich bis heute erhalten. Möglicherweise stammte al-Qārī sogar aus einer bekannten Kalligraphenfamilie. In dem persischen Künstler-Lexikon von Qādī Ahmad wird unter den Kalligraphen des Nastaʿlīq-Stils im 16. Jahrhundert ein anerkannter Herater Künstler namens Maulānā Sultān Muhammad ibn Maulānā Nūrullāh erwähnt, der als Sultān Muhammad Nūr bekannt war und einen gewissen Maulānā Sultān ʿAlī zum Lehrer hatte. Vielleicht war dies der Vater ʿAlī al-Qārīs.
Daneben war al-Qārī als Lehrer für Koranrezitation tätig. In einer seiner frühen Schriften bezeichnet er sich als „Rezitationslehrer am verehrten Haram von Mekka“ (al-muqriʾ bi-l-ḥaram al-muḥtaram al-Makkī). Außerdem ist bekannt, dass wei hochgestellte mekkanische Persönlichkeiten der Zeit bei al-Qārī in die Lehre gingen: ʿAbd al-Qādir at-Tabarī (gest. 1623), der schafiitische Imam von Mekka, und ʿAbd ar-Rahmān al-Murschidī, der 1611 hanafitischer Mufti von Mekka wurde. Der von al-Qārī erteilte Unterricht bezog sich dabei jeweils auf Koranrezitation (taǧwīd).
Müstaqīmzāde erklärt in seinem biographischen Eintrag über al-Qārī, dieser habe seinen Namen aufgrund seiner Beziehung zur Rezitationskunst und zum Koran angenommen. Demnach stellt al-Qārī keine Nisba zu einem Namen Qār dar, sondern ist auf das arabische Wort qāriʾ („Leser, Rezitator“) zurückzuführen. Zwar ist das Hamza durch die in dieser Zeit übliche mittelarabische Schreibung weggefallen, doch ist auffällig, dass sich al-Qārī, wenn er sich in der Vorrede seiner Werke selbst vorstellt, seinen Namen besonders gern auf den Gottesnamen al-Bāriʾ ("der Schaffende") reimt, der ebenfalls ursprünglich mit Hamza geschrieben wird.

### Seine Auseinandersetzungen mit anderen Gelehrten
Al-Qārī war ein glühender Befürworter des hanafitischen Madhhab, stand jedoch anfangs in einem relativ guten Verhältnis zu den Schafiiten von Mekka. Das Verhältnis verschlechterte sich allerdings, als er in einigen seiner Kommentarwerke seinen Scheich Ibn Hadschar kritisierte. Sein Konflikt mit den mekkanischen Schafiiten verschärfte sich um 1601, als er einen Kontroverskommentar zu der anti-hanafitischen Polemik Muġīṯ al-ḫalq fī bayān al-ḥaqq von al-Dschuwainī (gest.1085) schrieb, in der er die schafiitischen Gebetsregeln verspottete und sich über die schlechte arabische Aussprache von ʿAbd al-Qādir at-Tabarī lustig machte. Die Schrift hat den martialischen Titel Tašyīʿ al-fuqahāʾ al-Ḥanafīya fī tašnīʿ as-sufahāʾ aš-Šāfiʿīya („Bestärkung der verständigen Hanafiten und Schmähung der törichten Schafiiten“). In einem Anhang berichtet al-Qārī, dass er nach der Veröffentlichung des Werks von den Anhängern at-Tabarīs angegriffen wurde und bei osmanischen Autoritäten Zuflucht suchen musste.
Eine neue Konfliktlinie ergab sich um 1602, als al-Qārī eine Anzahl von Werken gegen die Anhänger von Muhyī d-Dīn Ibn ʿArabī und ihre Lehre von der Lehre der Wahdat al-wudschūd zu schreiben begann. Der erste Text, den er diesem Thema widmete, war seine Schrift al-Martaba aš-šuhūdīya fī l-manzila al-wuǧūdīya. Am Ende dieses Textes forderte er die Herrscher der islamischen Welt (al-ḥukkām fī dār al-islām) explizit auf, die Anhänger Ibn ʿArabīs zusammen mit ihren Büchern zu verbrennen, eine Forderung, die so nie vorher in der langen Geschichte der Ibn-ʿArabī-Kontroverse erhoben wurde. Die Schrift brachte ihm eine Denunziation beim osmanischen Qādī von Mekka ein, der ihn einbestellte und ihn zur Tauba aufforderte.
In seinen letzten Jahren erregte al-Qārī zusätzlich dadurch in Mekka Aufsehen, dass er innerhalb des sunnitisch-schiitischen Konflikts zur Mäßigung aufrief und die These vertrat, dass die Tötung von Schiiten, die die Sahāba beschimpfen, keine Grundlage in der Scharia habe, weil Schiiten keine Ungläubigen seien. Sein Eintreten für eine Annäherung zwischen Sunniten und Schiiten rief den Protest eines seiner Schüler hervor, der von ihm abrückte und ihn öffentlich diffamierte. In Erwiderung auf die Anschuldigungen dieses Schülers verfasste al-Qārī einen Traktat (26.), in dem er seine Position zu den Schiiten verteidigte, seine Stellung als angesehener Gelehrter hervob und den Anspruch formulierte, der Erneuerer zu Beginn des 11. islamischen Jahrhunderts zu sein.

## Werke
Carl Brockelmann führt in seiner Geschichte der arabischen Litteratur unter al-Qārī insgesamt 182 Werktitel auf. Viele der hier aufgeführten Werke sind allerdings Doppel- bzw. Dreifachbenennungen ein und derselben Schrift. Diese Mehrfachbenennungen kommen vor allem dadurch zustande, dass al-Qārīs kürzere Werke größtenteils in Sammelhandschriften überliefert sind und dort zusätzlich zu ihren eigentlichen Titeln handschrifteninterne Benennungen erhalten haben, die auch in die Handschriftenkataloge übernommen wurden. Zieht man die Dubletten ab, so bleiben ca. 120 Werke übrig. Alle diese Schriften sind in arabischer Sprache abgefasst.

### Tabellarischer Überblick
| Nr.   | Titel                                                              | Textgattung         | Disziplin                    | Datierung                             | Handschriften (Auswahl)                                                                             | Länge    | Druckausgaben                                                          |
| ----- | ------------------------------------------------------------------ | ------------------- | ---------------------------- | ------------------------------------- | --------------------------------------------------------------------------------------------------- | -------- | ---------------------------------------------------------------------- |
| 1.    | al-Baiyināt fī tabāyun baʿḍ al-āyāt                                | Abhandlung          | Koranexegese                 | Vor 188.                              | Berlin Lbg. 295/6                                                                                   | 6 Bl.    | Dubai 2015                                                             |
| 2.    | (al-Faiḍ as-samāwī fī) taḫrīǧ qirā’āt al-Bayḍāwī                   | Tachrīdsch          | Koranlesarten                | Safar 1010                            | Istanbul Nuruosmaniye 61                                                                            | 146 Bl.  |                                                                        |
| 3./1  | Anwār al-Qurʾān wa-asrār al-furqān (1. Teil)                       | Kommentar           | Koranexegese                 | E Dhū l-Qaʿda 1009                    | Konya Yusuf Ağa 5192                                                                                | 306 Bl.  | Beirut 2013                                                            |
| 3./2  | Anwār al-Qurʾān wa-asrār al-furqān (2. Teil)                       | Kommentar           | Koranexegese                 | 27. Ramadān 1010                      | Konya Yusuf Ağa 5192                                                                                | 276 Bl.  | Siehe Nr. 3./1                                                         |
| 4.    | al-Aḥādīṯ al-Qudsīya al-arbaʿīnīya                                 | Traditionssammlung  | Hadith                       | vor Nr. 187                           | Berlin Lbg 295/12                                                                                   | 3 Bl.    | Dschidda 1992                                                          |
| 5.    | Al-Hibāt as-sanīya al-ʿalīya ʿalā abyāt aš-Šāṭibīya ar-Rāʾīya      | Kommentar           | Koran-Orthographie           | ?                                     | Kairo Azhar 286/22293                                                                               | 76 Bl.   | Mekka 2001                                                             |
| 6.    | al-Minaḥ al-fikrīya ʿalā l-Muqaddima al-Ǧazarīya                   | Kommentar           | Koranrezitation              | nach Nr. 16                           | Manisa Hk 4559/1                                                                                    | 120 Bl.  | Kasan 1887 Medina 1999 Damaskus 2012                                   |
| 7.    | Arbaʿūna ḥadīṯan fī ǧawāmiʿ al-kalim                               | Traditionssammlung  | Hadith                       | vor Nr. 17                            | Berlin Lbg. 295/13                                                                                  | 1 Bl.    | Beirut 2013                                                            |
| 8.    | Ǧamʿ al-arbaʿīn fī faḍl al-Qurʾān al-mubīn                         | Traditionssammlung  | Koranwiss.                   | ?                                     | Berlin Lbg. 295/14                                                                                  | 2 Bl.    | Tanta 1992                                                             |
| 9.    | Rafʿ al-ǧunāḥ wa-ḫafḍ al-ǧanāḥ bi-arbaʿīna ḥadīṯan fī bāb an-nikāḥ | Traditionssammlung  | Hadith                       | M Ramadān 1010                        | Berlin Lbg. 295/45                                                                                  | 2 Bl.    | Riad 1988 Beirut 1991                                                  |
| 10.   | (al-Asrār al-marfūʿa fī l-aḫbār al-mauḍūʿa)                        | Traditionssammlung  | Hadith                       | ?                                     | Berlin Pm 390/2                                                                                     | 49 Bl.   | Beirut 1971                                                            |
| 11.   | (al-Maṣnūʿ fī maʿrifat al-mauḍūʿ)                                  | Traditionssammlung  | Hadith                       | ?                                     | Berlin Lbg 295/75                                                                                   | 9 Bl.    | Aleppo 1969                                                            |
| 12.   | al-Birra fī ḥubb al-hirra                                          | Abhandlung          | Sprachwiss.                  | vor Nr. 17                            | Berlin Lbg. 295/71                                                                                  | 2 Bl.    | London 1969                                                            |
| 13.   | Iʿrāb al-Qārī ʿalā auwal bāb Ṣaḥīḥ al-Buḫārī                       | Kommentar           | Hadith                       | A Schaʿbān 1007                       | Berlin Lbg 295/10                                                                                   | 3 Bl.    | Bagdad 2012                                                            |
| 15.   | (Masnad al-anām) šarḥ Musnad (al-imām)                             | Kommentar           | Hadith                       | 1012                                  | Istanbul Feyzullah Ef. 519                                                                          | 167 Bl.  | Delhi 1894 Beirut 1985                                                 |
| 16.   | Šarḥ Šarḥ an-Nuḫba                                                 | Superkommentar      | Hadith                       | 1006                                  | Berlin Pm 390/1                                                                                     | 107 Bl.  | Istanbul 1909 Beirut 1995                                              |
| 17.   | Mirqāt al-mafātīḥ li-Miškāt al-maṣābīḥ                             | Kommentar           | Hadith                       | 10. Rabīʿ II 1008                     | Manisa 45 Hk 4667                                                                                   | 1416 Bl. | Kairo 1891/2 Multan 1972 Beirut 1994, 2001                             |
| 18./1 | (Fatḥ al-Wafāʾ) li-šarḥ aš-Šifāʾ (1. Teil)                         | Kommentar           | Prophetologie                | A Dschumādā II 1010                   | Istanbul Feyzullah Ef. 372                                                                          | 669 Bl.  | Istanbul 1847 Bulaq 1858/9) Beirut 2001                                |
| 18./2 | (Fatḥ al-Wafāʾ) li-šarḥ aš-Šifāʾ (2. Teil)                         | Kommentar           | Prophetologie                | M Ramadān 1011                        | Istanbul Feyzullah Ef. 373                                                                          | 669 Bl.  | Siehe Nr. 18./1                                                        |
| 20.   | Šarḥ Risālat Alfāẓ al-kufr                                         | Kommentar           | Dogmatik                     | ?                                     | Berlin Pet. 217/3                                                                                   | 39 Bl.   | Asyut 1998 Riad 2002 Beirut 1998 (als Teil von Nr. 184.)               |
| 21.   | Tašyīʿ al-fuqahāʾ al-Ḥanafīya fī tašnīʿ as-sufahāʾ aš-Šāfiʿīya     | Kontroverskommentar | Fiqh                         | nach Nr. 88. vor Nr. 18/2             | Berlin Lbg. 295/58                                                                                  | 17 Bl.   |                                                                        |
| 39.   | al-Mašrab al-wardī fī maḏhab al-Mahdī                              | Abhandlung          | nicht eindeutig              | 1013                                  | Berlin Lbg. 295/53 Istanbul Esad Ef. 1446/6                                                         | 17 Bl.   | Kairo 1861 (Auslassungen)                                              |
| 46.   | Šifāʾ as-sālik fī irsāl Mālik                                      | Abhandlung          | Fiqh                         | Vor oder im Rabīʿ al-awwal 1007       | Berlin Lbg. 295/19                                                                                  | 1,5 Bl.  | Beirut/Amman 1990                                                      |
| 47.   | Tazyīn al-ʿibāra li-taḥsīn al-išāra                                | Abhandlung          | Fiqh                         | 1007                                  | Berlin Lbg. 295/20                                                                                  | 5 Bl.    | Lahore 1872 Kairo 1894/5 Taif 1990                                     |
| 48.   | at-Tadhīn li-t-tazyīn ʿalā waǧh at-tabyīn                          | Replik              | Fiqh                         | nach 47.                              | Berlin Lbg. 295/21                                                                                  | 3 Bl.    | Taif 1990                                                              |
| 51.   | al-Ḥizb al-aʿẓam wa-l-wird al-afḫam                                | Gebetssammlung      | Hadith, Manāsik              | vor Nr. 52                            | Berlin Hs. or. 13540 (Volltext) München Cod.arab. 174 München Cod.arab. 2732 München Cod.arab. 2865 | 29 Bl.   | Istanbul 1846 Lucknow 1847 Kairo 1864/5 Mekka 1889/90 Delhi 1892       |
| 52.   | al-Ḥirz aṯ-ṯamīn li-l-Ḥiṣn al-ḥaṣīn                                | Kommentar           | Hadith                       | Zweite Hälfte Dschumādā II 1008       | Berlin Lbg 293                                                                                      | 344 Bl.  | Lucknow 1877 Mekka 1886 Riad 2012                                      |
| 54.   | at-Tibyān fī faḍl lailat niṣf Šaʿbān wa-lailat al-qadr fī Ramaḍān  | Abhandlung          | nicht eindeutig              | ?                                     | Berlin Lbg. 295/44 Kairo Azhar 2068                                                                 | 11 Bl.   | Istanbul 1889/90                                                       |
| 60.   | al-Ḥaẓẓ al-aufar fī l-ḥaǧǧ al-akbar                                | Abhandlung          | Manāsik                      | 1007                                  | Berlin Lbg. 295/32 Kairo Azhar 856/4174                                                             | 6 Bl.    | Bulaq 1870/71 (am Rand)                                                |
| 69.   | ad-Durra al-muḍīya fī z-ziyāra (al-Muṣṭafawīya) ar-raḍīya          | Abhandlung          | Manāsik                      | nach 1000 vor Nr. 73                  | Berlin Lbg. 295/29 Kairo Maǧmūʿa 10/23                                                              | 32 Bl.   | Beirut 2008                                                            |
| 73.   | al-Maslak al-mutaqassiṭ fī l-mansak al-mutawassiṭ                  | Kommentar           | Manāsik                      | 1009                                  | Wien 1678                                                                                           | 189 Bl.  | Bulaq 1871/72 Mekka 1910 Beirut 1970                                   |
| 84.   | Farāʾid al-qalāʾid ʿalā aḥādīṯ Šarḥ al-ʿAqāʾid                     | Tachrīdsch          | Dogmatik                     | 1004                                  | Berlin Lbg. 295/9                                                                                   | 5 Bl.    | Beirut-Amman 1990                                                      |
| 97.   | al-Maʿdin al-ʿadanī fī (faḍl) Uwais al-Qaranī                      | Traditionssammlung  | Hagiographie                 | nach Nr. 187 vor Nr. 188              | Berlin Lbg. 295/55                                                                                  | 7 Bl.    | Istanbul 1889/90 Riad ca. 1990                                         |
| 98.   | Nuzhat al-ḫāṭir al-fātir fī tarǧamat aš-Šayḫ ʿAbd al-Qādir         | Traditionssammlung  | Hagiographie                 | nach Nr. 39                           | Kairo Maǧmūʿa 10/50                                                                                 | 23 Bl.   | Istanbul 1889/90 (Auslassungen)                                        |
| 123.  | al-Aṯmār al-ǧanīya fī (asmāʾ) al-Ḥanafīya                          | Sammelwerk          | Biographie                   | nach Nr. 15 vor Nr. 139               | Istanbul Şehid Ali Paşa 1841/1                                                                      | 101 Bl.  | Bagdad 2009                                                            |
| 128.  | (Fatḥ Bāb al-ʿināya bi-)šarḥ an-Nuqāya                             | Kommentar           | Fiqh                         | 1003                                  | Istanbul Atıf Ef. 948                                                                               | 683 Bl.  | Kasan 1902 Karachi 1908 Delhi 1932/3 Beirut 1997                       |
| 135.  | Šarḥ aš-Šāṭibīya                                                   | Kommentar           | Koranlesarten                | 1013                                  | Istanbul Hüsnü Paşa 68                                                                              | 599 Bl.  | Kairo 1884/5 Delhi 1929                                                |
| 138.  | Ḍauʾ (al-maʿālī li-Badʾ) al-amālī                                  | Kommentar           | Dogmatik                     | M Schauwāl 1010                       | Berlin We 1825                                                                                      | 40 Bl.   | Bombay 1879 Delhi 1884/5 Kairo 1891/2 Istanbul 1901/2 Damaskus 1959/60 |
| 139.  | Fatḥ al-muġaṭṭā fī šarḥ al-Muwaṭṭā                                 | Kommentar           | Fiqh                         | ein Freitag M Dschumādā II 1013       | Istanbul Süleymaniye 289                                                                            | 474 Bl.  | keine                                                                  |
| 140.  | Šarḥ ʿAin al-ʿilm                                                  | Kommentar           | Ethik                        | Abend vor der Lailat ar-raghā'ib 1014 | Manisa 45 Hk 4965                                                                                   | 366 Bl.  | Kasan 1856 Istanbul 1875/6 Lahore 1891/2 Kairo 1989                    |
| 177.  | Faiḍ al-fāʾiḍ šarḥ ar-Rāʾiḍ fī l-farāʾiḍ                           | Kommentar           | Fiqh                         | ?                                     | Patna 2784/1                                                                                        | 38 Bl.   | Riad 2012                                                              |
| 183.* | Ǧamʿ al-wasāʾil fī šarḥ aš-Šamāʾil                                 | Kommentar           | Hadith, Ethik, Prophetologie | M Schaʿbān 1008                       | Princeton Garrett 632                                                                               | 340 Bl.  | Istanbul 1873 Kairo 1899 Kairo 1900                                    |
| 184.* | Minaḥ ar-rauḍ al-azhar fī šarḥ al-Fiqh al-akbar                    | Sammelwerk          | Dogmatik                     | ?                                     | Berlin Mo 373                                                                                       | 165 Bl.  | Delhi 1890 Kairo 1909/10 Beirut 1998                                   |
| 187.* | al-Mubīn al-muʿīn li-fahm al-Arbaʿīn                               | Kommentar           | Hadith                       | 25. Ramadān 1010                      | Berlin Pm 385                                                                                       | 278 Bl.  | Kairo 1910                                                             |

### Textgattungen
51 Werke al-Qārīs stellen Abhandlungen zu einem bestimmten Problem dar. In den Querverweisen werden die meisten Werke dieser Gruppe als Risāla bezeichnet. Ein Kennzeichen dieses Gattungstyps ist der hohe Anteil diskursiver Passagen. Sie dienen der argumentativen Abstützung bestimmter Positionen.
40 Werke können im weiteren Sinne als Kommentare bezeichnet werden. Sie setzen sich mit bestimmten Grundtexten auseinander und liefern fortlaufende Erläuterungen und Anmerkungen zu diesen. Den größten Teil dieser Gruppe bilden Kommentare zu Grundwerken über ein bestimmtes Wissensfeld. Sie werden in den Querverweisen als šarḥ bezeichnet. Daneben hat al-Qārī auch einzelne Glossen (2., 189., 191.) und einen Superkommentar (16.) verfasst. Bei beiden Textformen handelt es sich um Kommentierungen von Kommentaren, der Unterschied besteht allerdings darin, dass bei der Glosse nur einzelne Passagen aus Kommentar und Grundtext herausgegriffen werden, während der Superkommentar den aus Grundtext und Kommentar zusammengesetzten Text vollständig abdeckt. Al-Qārī bezeichnet den Superkommentar als šarḥ šarḥ (so bei 16.) und die Glosse als ḥāšiya (so bei 189.). Eine weitere Sonderform des Kommentars ist der Kontroverskommentar, bei dem der Text des kommentierten Werkes nicht nur erläutert, sondern auch widerlegt wird. Diesem Gattungstyp sind in al-Qārīs Gesamtwerk zwei Texte (21., 86.) zuzuordnen. In zwei weiteren Texten (134., 177.) kommentiert er von ihm selbst produzierte Texte. Sie stellen also Eigenkommentare dar.
Die drittwichtigste Gruppe in al-Qārīs Gesamtwerk, der 20 Texte zuzuordnen sind, bilden die Traditionssammlungen. In ihnen sind nach bestimmten Kriterien ausgewählte Hadithe und Überlieferungen locker zu Listen aneinandergereiht, während der Anteil diskursiver Passagen relativ gering ist.

### Disziplinen

#### Koranwissenschaften
Die Koranwissenschaften sind in al-Qārīs Gesamtwerk mit mehr als einem Dutzend Schriften vertreten. Mit der Kunst der Koranrezitation hat er sich vor allem in seinem Kommentar zu dem al-Muqaddima genannten Lehrgedicht von Ibn al-Dschazarī (6.) beschäftigt. Im weiteren Sinne ist auch die Sammlung von 40 Traditionen über die Vorzüglichkeit des Korans und derjenigen, die ihn unentgeltlich rezitieren (8.), diesem Bereich zuzurechnen. Zwei Kommentare (119. und 135.) befassen sich mit den verschiedenen Lesarten des Korans. Dem bekannten Lehrgedicht Ḥirz al-amānī wa-waǧh at-tahānī über die sieben Koranlesarten von Abū l-Qāsim asch-Schātibī (gest. 1194), das bis heute als eines der wichtigsten Werke der Disziplin gilt, hat al-Qārī gleich zwei Werke gewidmet: den Kommentar Nr. 135. und die Spezialabhandlung Nr. 197., die sich mit den in diesem Lehrgedicht verwendeten Abkürzungen befasst. Auch der Tachrīdsch al-Faiḍ as-samāwī (2.) zu den Lesarten, die in dem Korankommentar Anwār at-tanzīl wa-asrār at-taʾwīl von al-Baidāwī (gest. 1290) genannt werden, gehört zu dieser Disziplin.
Die koranische Orthographie ist Thema von al-Qārīs Kommentar zu asch-Schātibīs ʿAqīlat atrāb al-qaṣāʾid fī asnā l-maqāṣid, einer Versifikation auf Rā' zum Kitāb al-Muqniʿ fī maʿrifat rasm maṣāḥif al-amṣār von Abū ʿAmr ad-Dānī (gest. 444/1053).
Zur Koranexegese hat al-Qārī zwei lange Werke vorzuweisen, eine Glosse zu dem bekannten Korankommentar Tafsīr al-Dschalālain (189.) und einen eigenen zweiteiligen Korankommentar (3.), der in der modernen Druckausgabe fünf Bände einnimmt. Der Koranexegese sind auch die drei kurzen Abhandlungen Nr. 1., 29. und 83. zuzuordnen, die einzelne Erklärungen in al-Baidāwīs Korankommentar zum Ausgangspunkt haben.

#### Hadith
Dreizehn Werke al-Qārīs befassen sich mit der Traditionswissenschaft. Hierzu gehört auch sein längstes Werk, der Kommentar zu Miškāt al-maṣābīḥ (17.) von Walī ad-Dīn Muhammad ibn ʿAbdallāh al-Chatīb at-Tabrīzī (gest. 1340), einer Bearbeitung und Erweiterung der Traditionssammlung Maṣābīḥ as-sunna von al-Baghawī (gest. 1117), die selbst wiederum eine Kompilation aus dem Inhalt der Sechs Bücher darstellt. Während er mit seinem Miškāt-Kommentar eine Traditionssammlung kommentiert, die gewissermaßen enzyklopädisch alle Themenbereiche der islamischen Normenlehre behandelt und sehr umfangreich ist, hat er andere Kommentare solchen Sammlungen gewidmet, in denen wenige, nach bestimmten Kriterien ausgewählte Hadithe zusammengestellt sind. In 187. kommentiert er das Kitāb al-Arbaʿīn von an-Nawawī (gest. 1277), eine Sammlung von 42 Hadithen, die die wichtigsten Regeln des Islam enthalten sollen. Einen weiteren Kommentar (15.) hat er dem sogenannten Musnad Abī Ḥanīfa gewidmet, einer von Mūsā ibn Zakarīyā al-Haskafī (gest. 650/1252) erstellten Sammlung von ca. 500 Hadithen, in deren Isnād Abū Hanīfa erscheint.
Auch die Disziplin der Usūl al-Hadīth, also der Hadith-Theorie, ist in al-Qārīs Œuvre durch ein umfangreiches Werk vertreten, nämlich seinen Kommentar Šarḥ Šarḥ an-Nuḫba (16.). Es handelt sich um einen Superkommentar zu Ibn Hadschar al-ʿAsqalānīs Kommentar Nuzhat an-naẓar fī tauḍīḥ Nuḫbat al-fikar zu dessen eigenem Auszug mit dem Titel Nuḫbat al-fikar fī muṣṭalaḥāt ahl al-aṯar aus der sogenannten Muqaddima von Abū ʿUmar ʿUthmān Ibn as-Salāh (gest. 1245), die heute als eines der wichtigsten Handbücher zu dieser Disziplin gilt.
Ein weiteres Thema, das al-Qārī innerhalb der Hadith-Wissenschaft sehr interessiert hat, sind die mauḍūʿ-Hadithe. Hierbei handelt es sich um Hadithe, die bekanntermaßen nicht vom Propheten stammen, sondern durch Erfindung oder – um der Grundbedeutung des arabischen Wortes noch näher zu kommen – "Setzung" (waḍʿ) entstanden sind. Al-Qārī hat zwei alphabetisch nach den Anfangsworten geordnete Sammlungen von solchen erfundenen Hadithen zusammengestellt (10., 11.). Beide gehen in ihrem Grundgerüst auf die Sammlung al-Maqāṣid al-ḥasana fī bayān al-aḥādīṯ al-muštahara ʿalā l-alsina von Schams ad-Dīn as-Sachāwī zurück. Zum Bereich der Hadith-Wissenschaft gehören ferner mehrere Sammlungen von 40 Traditionen, darunter eine mit Traditionen des Hadīth-qudsī-Typs (4.), eine mit besonders prägnanten Aussprüchen (ǧawāmiʿ al-kalim) Mohammeds, die jeweils nur aus zwei Wörtern bestehen (7.), und eine mit Traditionen über die Eheschließung (9.).
Zur Traditionswissenschaft im weiteren Sinne gehört schließlich auch die Kenntnis der auf den Propheten zurückgeführten Bittgebete, der sogenannten adʿiya maʾṯūra. Al-Qārī deckt diesen Wissensbereich vor allem mit seinem Kommentar zu dem Handbuch al-Ḥiṣn al-ḥaṣīn min kalām saiyid al-mursalīn von Ibn al-Dschazarī (52.) ab, das eine Sammlung von auf den Propheten zurückgeführten Andachtsformeln (aḏkār) und Bittgebeten (adʿiya) für alle Lebenslagen enthält. Neben seinem Kommentar zu diesem Werk hat al-Qārī unter dem Titel al-Ḥizb al-aʿẓam wa-l-wird al-afḫam auch eine eigene Sammlung von ca. 500 tradierten Bittgebeten (51.) kompiliert. In seinem Ḥiṣn-ḥaṣīn-Kommentar setzt er diese von früheren Sammlungen ab, die seiner Meinung nach nur Gebete zweifelhafter Herkunft enthalten.

#### Dogmatik
Ein sehr zentraler Text in al-Qārīs Werk ist sein dogmatisches Sammelwerk (184.), das im Hauptteil einen Kommentar zu der Bekenntnisschrift al-Fiqh al-akbar enthält. Hierbei handelt sich um die Schrift, die in der islamwissenschaftlichen Literatur als al-Fiqh al-akbar II bekannt ist. Von muslimischen Gelehrten wird die Schrift üblicherweise Abū Hanīfa zugeschrieben. Auch al-Qārī macht unmissverständlich klar, dass er Abū Hanīfa für den Verfasser des von ihm kommentierten Werkes hält, denn er leitet den Text mit den Worten ein: „der größte Imam Abū Ḥanīfa hat gesagt“ (qāla al-Imāmu l-aʿẓam… Abū Ḥanīfa al-Kūfī) und verweist zwischendurch immer wieder auf „den größten Imam“ (al-Imām al-aʿẓam) als den Verfasser des Werks. Dem Kommentar zu al-Fiqh al-akbar II folgt in dem Sammelwerk 184. ein Abriss zu verschiedenen Fragen, die Glaubenssachen (iʿtiqādiyāt) betreffen. Dieser Abriss mündet am Ende in einen Kommentar zur Alfāz-al-kufr-Sammlung von Muhammad ibn Ismāʿīl Badr ar-Raschīd (gest. 1366) ein, einem Werk, das sich mit Aussprüchen und Gesten befasst, die den Muslim zum Ungläubigen werden lassen. Al-Qārīs Kommentar zu dieser Sammlung ist auch als eigenständiges Werk überliefert (Nr. 20).
Ein weiterer Kommentar al-Qārīs (138.) befasst sich mit der auf Lām reimenden Qasīda Badʾ al-amālī, einem Glaubensbekenntnis des hanafitischen Gelehrten Abū l-Hasan Sirādsch ad-Dīn ʿAlī ibn ʿUthmān al-Ūschī al-Farghānī (gest. nach 1173). Al-Qārī begründet die Abfassung dieses zweiten dogmatischen Kommentars am Anfang des Werks damit, dass er den Fiqh-akbar-Kommentar ursprünglich als einen Grundriss (muḫtaṣar) geplant habe, „mit dessen Hilfe der Anfänger aufsteigen und aus dem der Fortgeschrittene Nutzen ziehen könne“, dann sei aber die Rede auf den Kalām gekommen und über das ordnungsgemäß angestrebte Ziel hinausgeschossen (ṯumma inǧarra al-kalām ilā l-kalām ḥattā ḫaraǧa ʿan intiẓām al-marām), so dass er es für sinnvoll hielt, noch einen kurzgefassten Kommentar zu der genannten Qasīda hinterherzuschieben.
Gewissermaßen zwischen Dogmatik und Traditionswissenschaft stehend ist das Tachrīdsch-Werk Farāʾid al-qalāʾid (84.), in dem al-Qārī die Überlieferungsketten zu den 72 Hadithen aufgelistet hat, die in dem Kommentar von at-Taftāzānī (gest. 1390) zu der Bekenntnisschrift al-ʿAqāʾid von Nadschm ad-Dīn Abū Hafs an-Nasafī (gest. 1142) vorkommen.

#### Ethik/Verhaltenslehre
Al-Qārīs wichtigstes ethisches Werk ist sein Kommentar (140.) zu dem Werk ʿAin al-ʿilm wa-zain al-ḥilm, der chronologisch fast ganz am Ende seiner Textproduktion steht. Bei dem Grundwerk, das sich in den frommen Kreisen Mekkas großer Beliebtheit erfreute, handelt es sich um einen anonymen Auszug aus al-Ghazālīs ethischer Enzyklopädie Ihyāʾ ʿulūm ad-dīn. Zum Verfasser des Grundwerks schreibt al-Qārī: „Er gehört entsprechend dem, was Scheich Ibn Hadschar in seinem Kommentar zur Vorrede ausgesprochen hat, zu den vornehmen Frommen Indiens. Man hat auch gesagt, dass es einem der Gelehrten und Scheiche von Balch zugeschrieben wird. Gott weiß, welche richtige Absicht er (sc. der Verfasser) bei der Verheimlichung seiner Biographie gehegt hat“. Auch al-Qārīs Kommentar zum Kitāb aš-Šamāʾil des Muhammad ibn ʿĪsā at-Tirmidhī (183.) lässt sich der religiösen Ethik zuordnen. Der thematische Bogen reicht dabei von den inneren sittlichen Eigenschaften über Fragen der Affektkontrolle (Lachen, Weinen) bis zu äußeren Dingen wie Kleidung, Essen, Schlafen, Hygiene, Gebrauch von kosmetischen Mitteln und dergleichen.

#### Biographie/Hagiographie
In seinem Miškāt-Kommentar (17.) liefert al-Qārī nicht nur Erläuterungen zu Hadithen, sondern auch biographische Abrisse (tarǧamāt) zu verschiedenen Persönlichkeiten, die für die Traditionswissenschaft von großer Bedeutung sind, darunter zum Beispiel Abū Huraira und al-Buchārī. Obwohl das Grundwerk dafür keinen direkten Anlass gibt, hat al-Qārī am Anfang seines Miškāt-Kommentars auch einen ausführlichen hagiographischen Abriss zu Abū Hanīfa eingefügt. Zu Abū Hanīfa und den Hanafiten hat er noch ein separates hagiographisch-biographisches Sammelwerk (123.) verfasst. Dieses beginnt mit einem Auszug aus den Manāqib Abī Ḥanīfa von al-Kardarī (gest. 1427), enthält im Hauptteil eine Zusammenfassung des bekannten hanafitischen Personen-Lexikons al-Ǧawāhir al-muḍīʾa von Ibn Abi l-Wafā (gest. 1373) und endet mit einem kurzen Auszug aus dem Ṭabaqāt-Werk eines gewissen ʿAlī ibn al-Hasan al-Dschazarī asch-Schāfiʿī mit Biographien hanafitischer Gelehrter des Jemen.
Neben diesem langen Sammelwerk hat al-Qārī noch drei kurze hagiographische Sammlungen mit Nachrichten und Fadā'il bekannter islamischer Persönlichkeiten kompiliert, so zu ʿAbdallāh ibn ʿAbbās (96.), Uwais al-Qaranī (97.) und ʿAbd al-Qādir al-Dschīlānī (98.).

#### Fiqh
Eine Anzahl von Texten lässt sich dem Bereich des Fiqh, also der islamischen Normenlehre, zuordnen. Systematischen Charakter hat sein langer Kommentar (128.) zu dem Buch an-Nuqāya von Sadr asch-Scharīʿa ʿUbaidallāh ibn Masʿūd al-Mahbūbī (gest. 1344/45), das in der Tradition der Hidāya von al-Marghīnānī (gest. 1197) steht und die Einzelbestimmungen der islamischen Normenlehre behandelt. Bei der Nuqāya handelt es sich um einen Auszug aus der Wiqāyat ar-riwāya fī masāʾil al-Hidāya von Sadr asch-Scharīʿas Großvater Tādsch asch-Scharīʿa Mahmūd al-Mahbūbī, die wiederum eine Zusammenfassung der wichtigsten Fragen aus der Hidāya darstellt. Ein weiteres Werk, das der Rechtswissenschaft zuzuordnen ist, ist al-Qārīs Kommentar (139.) zu Muhammad asch-Schaibānīs Rezension des Muwaṭṭā von Mālik ibn Anas (gest. 796).
Zum Fiqh gehören auch die Vorschriften für das rituelle Gebet. Zwar hat al-Qārī kein systematisches Werk zu diesem Themenbereich verfasst, doch haben mehrere von seinen kurzen Abhandlungen Einzelprobleme (21., 22., 43., 48.) und Sonderformen (49., 50.) des rituellen Gebets zum Thema. Auch der Kontroverskommentar 21. zu der anti-hanafitischen Schrift Muġīṯ al-ḫalq fī bayān al-ḥaqq von al-Dschuwainī befasst sich mit Fragen des rituellen Gebets: in seiner zentralen Passage verteidigt al-Qārī die hanafitischen Gebetsregeln gegen die Angriffe des schafiitischen Gelehrten al-Qaffāl al-Marwazī (gest. 1026) und zeichnet ein bewusst negatives Bild von der Art, wie unwissende Schafiiten das rituelle Gebet verrichten. Indirekt gehört auch die Sammlung von Traditionen über die Zahnreinigung mit dem Siwāk-Hölzchen (77.) zum Thema des rituellen Gebets, denn sie dreht sich um die Frage, ob die Zahnreinigung Voraussetzung für die beim Gebet erforderliche Reinheit ist.
Ebenfalls der Normenlehre zugehörig, aber im Gesamtwerk völlig isoliert, sind al-Qārīs Abhandlung zu den Pflichtanteilen (farāʾiḍ) im Erbrecht (107.) und sein Kommentar dazu (177.).

#### Wallfahrtslehre (Manāsik)
Ein eigener Teilbereich des Fiqh ist die Lehre von den sogenannten Manāsik, den Riten der Wallfahrt. Al-Qārīs wichtigste Werk zu diesem Wissensbereich ist sein Kommentar al-Maslak al-mutaqassiṭ (73.) zu den Lubāb al-manāsik wa-ʿubāb al-masālik des indischen Gelehrten Rahmatallāh as-Sindī (gest. 1585). Bei dem Grundwerk handelt es sich um das mittlere von insgesamt drei Manāsik-Handbüchern verschiedener Länge desselben Autors. Sein Kommentar, der auf das Jahr 1009h datiert ist, ist Ausgangspunkt eines ganzen Bündels von Querverweisen, die zu Einzelabhandlungen führen, in denen sich al-Qārī mit Detailfragen der Wallfahrt befasst (60., 63., 64., 67., 69.). Die Abhandlung 69. befasst sich mit dem Besuch des Prophetengrabes in Medina.
Auch seine Sammlung von koranischen und prophetischen Bittgebeten hat einen Bezug zur Rituallehre, denn sie war für den Wuqūf am ʿArafa-Tag konzipiert. In seinem Kommentar zu Rahmatallāh as-Sindīs Manāsik-Handbuch ist die Beschreibung dieser Zeremonie von dem folgenden Hinweis begleitet: „Ich habe die koranischen Bittgebete und das prophetische Stoßgebet mit der Aufforderung zusammengestellt, dass diese großartige Litanei (ḥizb aʿẓam) an jenem prachtvollen Standort zitiert werde“. Nach Angabe von A. Özel wurde der Text während der osmanischen Herrschaft über Mekka am ʿArafa-Tag in der Chutba verlesen.

#### Sonstiges
Prophetologie
Einer der wichtigsten Werke al-Qārīs zur Lehre vom Propheten ist sein Kommentar zum Kitāb aš-Šifāʾ fī taʿrīf ḥuqūq al-Muṣṭafā von al-Qādī ʿIyād (gest. 1149).
Sprachwissenschaft
Auch den sprachwissenschaftlichen Disziplinen hat al-Qārī eine Reihe von Schriften gewidmet. Zu diesen Werken gehört auch die kurze Abhandlung al-Birra fī ḥubb al-hirra (12.) zu dem erfundenen Hadith Ḥubb al-hirra min al-īmān („Katzenliebe gehört zum Glauben“) und der bekannten Kontroverse zwischen al-Dschurdschānī (gest. 1413) und at-Taftāzānī (gest. 1390) über die Frage, ob die Genitivverbindung ḥubb al-hirra (Katzenliebe) als Liebe der Katze (Genetivus subjectivus) oder Liebe zur Katze (Genitivus objectivus) zu verstehen sei. Al-Qārī ergreift für die Position at-Taftāzānīs Partei, der Letzteres behauptet hatte.

### Formen der Intertextualität

#### Querverweise
Ein besonderes Merkmal der Schriften al-Qārīs ist, dass sie durch eine große Anzahl von Querverweisen miteinander verbunden sind. Die Auswertung der Werke al-Qārīs durch Patrick Franke hat eine Gesamtzahl von über 350 Querverweisen zutage gefördert. Die Querverweisbeziehung zwischen den einzelnen Werken ist dabei unterschiedlich intensiv. Einige sind durch mehrere Querverweise miteinander verbunden. Eine spezielle Beziehung zwischen zwei Schriften liegt auch dann vor, wenn der Verweis schon im Vorwort des Textes untergebracht ist, dort also, wo das Programm und die Intention einer Schrift vorgestellt werden. Dies ist der Fall bei dem Kommentar 138., der sich im Vorwort als „Kurzfassung“ (muḫtaṣar) des Kommentars 184. präsentiert, sowie bei den drei Texten 21n., 40. und 48., die im Vorwort als Repliken auf Gegenstimmen zu früheren Schriften (21., 41., bzw. 47.) vorgestellt werden.

#### Werktitel
Hinsichtlich ihrer Bezeichnung gliedern sich die Werke al-Qārīs in zwei Gruppen, nämlich solche mit lapidaren und anspruchslosen Bezeichnungen, die eher einer Werkbeschreibung gleichkommen (wie z. B. Nr. 20. Šarḥ Risālat Alfāẓ al-kufr „Kommentar zur Risālat Alfāẓ al-kufr“, Nr. 16. Šarḥ Šarḥ an-Nuḫba „Superkommentar zur Nuḫba“), und solche mit echten Buchtiteln, die in Reimprosa abgefasst sind und ein größeres Maß an literarischer Elaboration aufweisen. Letztere, die die überwältigende Mehrheit der Werkbezeichnungen bilden, weisen die typische doppelteilige Struktur vormoderner arabischer Buchtitel auf: Sie bestehen aus einer Leitphrase, „die keine Information über den Inhalt des Werkes kommuniziert und nur dazu dienen soll, beim Leser eine positive Einstellung zu dem betreffenden Buche herbeizuführen“, und einer eingeleiteten Themaphrase, die mit der Leitphrase reimt und eine Art Untertitel bildet. Der zweiteilige Aufbau wird hier anhand von zwei Beispielen erläutert:
| Nr. | Leitphrase        | Themenphrase                 | Übersetzung                                                                   |
| 2.  | al-Faiḍ as-samāwī | fī taḫrīǧ qirāʾāt al-Baiḍāwī | „Die himmlische Ergießung – betreffend den Nachweis der Lesarten al-Baiḍāwīs“ |
| 50. | Ṣilāt al-ǧawāʾiz  | fī ṣalāt al-ǧanāʾiz          | „Ehrengaben – betreffend das Leichengebet“                                    |

Allerdings ist nur bei 42 der insgesamt 97 gereimten Titel gesichert, dass sie auf den Autor selbst zurückgehen. 24 von diesen 42 Titeln werden in den Anfangszeilen der damit bezeichneten Werke selbst erwähnt, 18 werden in Querverweisen genannt. Bei den anderen Titeln, die in den Handschriften nur im Umfeld des Textes erscheinen, kann nicht ausgeschlossen werden, dass sie erst nachträglich von dritter Seite den Werken zugeordnet wurden.
Vier Werktitel enthalten in der Leitphrase Anspielungen auf seinen eigenen Autorennamen. Zwei davon nehmen auf den Beinamen al-Qārī Bezug (13. Iʿrāb al-Qārī ʿalā auwal bāb Ṣaḥīḥ al-Buḫārī „Die syntaktische Zergliederung al-Qārīs zur ersten Kapitelüberschrift des Sahīh al-Buchārī“, 160. Taʿlīqāt al-Qārī ʿalā Ṯulāṯīyāt al-Buḫārī „Anmerkungen al-Qārīs zu den Ṯulāṯīyāt al-Buḫārīs“), zwei weitere auf den Vornamen ʿAlī (199. aṣ-Ṣilāt al-ʿAlawīya šarḥ aṣ-Ṣalawāt al-Muḥammadīya „Die von ʿAlī stammenden Gaben zur Erklärung der von Mohammed stammenden Gebete“, 200. al-Midrāǧ al-ʿalawī fi l-miʿrāǧ an-nabawī „Der von ʿAlī (sc. al-Qārī) eingeschlagene Weg, betreffend die prophetische Himmelfahrt“).

#### Zitate
Al-Qārīs Werke enthalten zahlreiche nicht gekennzeichnete Zitate. So ist zum Beispiel seine Medina-Schrift (69.) fast vollständig von dem Werk al-Ǧawhar al-munaẓẓam seines Lehrers Ibn Hadschar abgeschrieben.

## Denken

### Zeitkonzeptionen

#### Der Blick auf die Zukunft
Die Vorstellungen von Zukunft beschränken sich in den Schriften al-Qārīs im Wesentlichen auf die Endzeit mit den sie einleitenden apokalyptischen Vorzeichen. An einer Stelle seiner Abhandlung über den Mahdi (Nr. 39) findet sich die kompakteste Darlegung dieses eschatologischen Programms:

„Das erste Zeichen ist das Erscheinen des Mahdī, dann kommt der Daddschāl, dann Jesus, dann treten Gog und Magog hervor, und das letzte Zeichen ist das Aufgehen der Sonne im Westen. Dann ertönt der erste Trompetenstoß für die bösen Menschen, die sich nicht zum Tauhīd bekennen, dann ertönt der zweite Trompetenstoß (der Auferweckung der Toten), wobei zwischen dem ersten und dem zweiten vierzig Jahre liegen“

Im Kommentar zu al-Fiqh al-akbar werden noch einige Details ergänzt: Gott werde durch den Segen seines Gebets Gog und Magog komplett vernichten, dann folge der Tod der Gläubigen, der Aufgang der Sonne im Westen und die Entfernung des Korans von der Erde Eine speziell mit diesem eschatologischen Programm zusammenhängende Frage behandelt die kurze Abhandlung al-Baiyināt fī tabāyun baʿḍ al-āyāt (1.). Sie befasst sich mit der Frage, zu welchem Zeitpunkt innerhalb dieses Programms das "Tor der Umkehr" (bāb at-tawba) geschlossen wird, also ab welchem Zeitpunkt keine Tauba mehr möglich ist. Al-Qārī vertritt die Auffassung, dass mit dem in Sure 6:158 genannten eschatologischen Zeichen, das die Schließung des Tors der Umkehr bewirken soll, das Aufgehen der Sonne im Westen gemeint ist.
Speziell mit dem Mahdī befasst sich die als Antwort auf die Frage eines Notabeln präsentierte Abhandlung al-Mašrab al-wardī fī maḏhab al-Mahdī (39.). Der für die Endzeit versprochene Muhammad al-Mahdī war zu al-Qārīs Zeit ein sehr populäres Thema. Sowohl sein indirekter Lehrer as-Suyūtī als auch sein direkter Lehrer Ibn Hadschar al-Haitamī hatten schon vorher Abhandlungen zu dieser eschatologischen Gestalt verfasst.

#### Der islamische Jahreslauf
Al-Qārī zeigt in seinen Werken großes Interesse an dem System von herausgehobenen Tagen, Nächten und Monaten, die dem islamischen Jahreslauf sein spezielles Profil geben. Mehreren dieser Zeiten hat er eigene Schriften gewidmet, so dem Geburtstag des Propheten am 12. Rabīʿ II (94.), dem Monat Radschab und den an ihn gebundenen Fastenriten (53.) sowie dem Unterschied zwischen der Vollmondnacht zur Mitte des Monats Schaʿbān und der Lailat al-Qadr im Ramadān (54.). Eine ganze Anzahl von Schriften (63., 64., 71., 72.) beschäftigt sich darüber hinaus mit dem Haddsch, der an den Wallfahrtsmonat Dhū l-Hiddscha gebunden ist.
Ein starkes Bewusstsein für heilige Zeiten zeigt al-Qārī auch bei seiner eigenen Schreibtätigkeit. Die Schrift zum Geburtstag des Propheten (94.) ist sinnfälligerweise im Monat Rabīʿ al-auwal abgefasst. Seinen Šamāʾil-Kommentar (183.) hat er zur Mitte des Monats Schaʿbān abgeschlossen, seinen ʿAin-al-ʿilm-Kommentar (140.) am Abend vor der Lailat ar-raghā'ib. Sieben Texte (3./2, 9., 18./2, 66., 88., 187., 191.) sind auf einen Ramadān datiert, und bei weiteren fünf Schriften (9., 66., 139., 189., 196.) weist al-Qārī im Kolophon darauf hin, dass er sie an einem Freitag abgeschlossen hat.
Darüber hinaus war al-Qārī von dem hohen Rang des auf einen Freitag fallenden ʿArafa-Tages überzeugt. In seinem Miškāt-Kommentar zitiert er einen früheren Kommentator mit der Aussage: „Auf die Frage, welches der beste der Tage ist, hat man gesagt: der Freitag, und man hat gesagt: der ʿArafa-Tag. Dies, wenn man in allgemeiner Weise darüber spricht. Wenn man aber nach dem besten Tag des Jahres fragt, so ist dies der ʿArafa-Tag. Und wenn man nach dem besten Tag der Woche fragt, so ist dies der Freitag“. Hierzu vermerkt er: „Und wenn Freitag und ʿArafa-Tag zusammenfallen, so stellt dies den vorzüglichsten Tag überhaupt dar, an dem das Werk vorzüglicher und gottgefälliger (abarr) ist. Daher rührt der Ausdruck al-Ḥaǧǧ al-akbar“ Al-Qārī war der Auffassung, dass sich der koranische Ausdruck „der Tag der großen Wallfahrt“ (yaum al-ḥaǧǧ al-akbar) in Sure 9:3 auf einen solchen ʿArafa-Tag, der auf einen Freitag fällt, bezieht. Hierüber verfasste er auch eine eigene Abhandlung (Nr. 60). Darin zitiert er einen Hadith, wonach der ʿArafa-Tag, wenn er auf einen Freitag fällt, besser sein soll als siebzig Wallfahrten, die auf einen anderen Tag fallen.

### Dogmatische Ebene

#### Die Verurteilung der Anhänger Ibn ʿArabīs
Al-Qārī verteidigte die Ansichten der beiden Hanbaliten Ibn Qaiyim al-Dschauzīya und Ibn Taimiya in Bezug auf die Haltung gegenüber dem Sufismus, insbesondere dessen Gelehrten ibn Arabi. Diesen erklärte er aufgrund seiner Lehre von der "Einheit des Seins" (Wahdat al-wudschūd) zu einem Ungläubigen (Kāfir). ibn Arabi habe die Eigenschaften (sifat) Gottes auf die Schöpfung und die Eigenschaften der Schöpfung auf Gott übertragen, den Glauben an die Lehre stellte er gleich mit dem Übertritt zum Christen und Judentum. Des Weiteren meinte er, dass Ibn Arabi mit seiner Lehre des aʿyān thābita dieser "Lehre" eine eigene Existenz zuschriebe und damit das islamische Dogma des Tauhīd verletzte. Außerdem argumentierte er, dass durch die Annahme derartiger präexistenter Wesenheiten Gottes Allmacht auf unzulässige Weise beschränkt würde. In seiner Schrift zur Wudschūdīya formulierte er: "Wer Zweifel daran hat, dass die Juden, die Christen und die Anhänger ibn Arabis keine Ungläubigen sind – derjenige ist selber ein Ungläubiger. Dies ist eine Tatsache, eine Wahrheit die nicht zu leugnen ist. Das Urteil ist endgültig und ohne Zweifel."

#### Position beim Propheteneltern-Problem
Bei dem Propheteneltern-Problem vertrat er die Hanafitisch-Maturidische Auffassung: „Die Eltern des Gottesgesandten sind als Ungläubige gestorben“ (wa-wālidā rasūli Llāhi (s) mātā ʿalā l-kufr). In seinem Werk Minaḥ ar-rauḍ al-azhar fī šarḥ al-Fiqh al-akbar, das ein Kommentar zu dem Fiqh al Akbar ist, einem Werk, das Abu Hanifa zugeschrieben wird, betont er explizit, dass dies zweifelsfrei die Meinung Abu Hanifas war, Übersetzungsfehler sowie Interpretationen anderer Ansichten schließt er darin aus. Al-Qārī bekräftigte seine Auffassung von den Propheteneltern nicht nur in diesem Kommentar, sondern auch in einer monographischen Abhandlung, die als Widerlegung der Traktate des aschʿaritischen as-Suyūtī konzipiert war, sowie in mehreren anderen Texten seines umfangreichen Gesamtwerks. Dies löste wiederum eine ganze Flut von Gegenschriften aus, von denen einige Hanafiten zum Verfasser haben, die im Gegensatz zur orthodoxen Lehre ihrer Rechts- und Glaubensschule standen.
Einer der Unterschiede zwischen der aschʿaritischen und der hanafitisch-māturīditischen Lehre bestand darin, dass erstere die Weite der göttlichen Gnade betonte, während letztere in Anlehnung an Abu Hanifas Position die Nicht-Einhaltung der göttlichen Drohverheißung (ḫulf al-waʿīd) bei Ungläubigen ausschloss und damit auch den Propheteneltern eine posthume göttliche Begnadigung versagte.
Entgegen der allgemeinen Haltung der Māturīdīya und auch der Athari, gab al-Qārī an, an das Fortleben des Chidr zu glauben. Als Argument gegen Chidrs Fortleben führen Gegner dieser These, so auch der Hanbalit Ibn al-Dschauzī unter anderem den Koranvers 21:34 an, in dem es heißt: „Und keinem Menschen vor dir haben Ewigkeit verliehen. Wenn du nun stirbst, sollten sie dann ewig leben?“ Al-Qārī hat eine eigene Chidr-Abhandlung verfasst, in der er die Argumente Ibn al-Dschauzī´s einzeln abhandelte und aus seiner Sicht widerlegte.

#### Mahnung zur Zurückhaltung beim Takfīr
Al-Qārīs Kommentar zu der Alfāz-al-kufr-Sammlung von Badr ar-Raschīd (Nr. 20) zeigt, dass er die Lehre von den Alfāz al-kufr vom Grundsatz her akzeptierte. Allerdings wies er in vielen Fällen den in Badr ar-Raschīds Sammlung vorgetragenen Takfīr zurück. So stellt er sich gegen das Urteil des hanafitischen Gelehrten al-Bazzāzī, wonach derjenige, der beim Zählen anstelle von wāḥid („Eins“) Bi-smi Llāh („Im Namen Gottes“) sagt, zum Ungläubigen werde, und gibt zu bedenken, dass dies eine durchaus zulässige „Verkürzung in der Rede“ (īǧāz fi l-kalām) sei, bei der man sich die Verbform abtadiʾu oder ibtadaʾtu („Ich beginne“) dazu denken müsse (also: „Ich beginne im Namen Gottes“). Auch die Verwendung der Basmala anstelle eines Imperativs aus Gründen der Höflichkeit, etwa durch Hausherren gegenüber ihren Gästen am Anfang der Mahlzeit, soll möglich sein. „Diese Frage“ so erklärt er hierzu „stellt sich heute sehr häufig. Die Verketzerung dieser Leute wäre eine große Beengung in der Religion.“ Daneben soll es möglich sein, das rituelle Gebet als beschwerlich zu bezeichnen oder Verwunderung über die Stimme eines fremden Muezzins zum Ausdruck zu bringen, ohne gleich als Ungläubiger gelten zu müssen. Wer seine Liebe zum Wein bekundet und sagt, dass er nicht ohne ihn auskomme, soll nur dann zum Ungläubigen werden, wenn er damit ausdrücken will, dass er den Wein für erlaubt hält. Auch die Aussage, wonach der Zauberer ohne Möglichkeit zur Buße sofort getötet werden müsse, stellt al-Qārī in Frage. Allgemein mahnt al-Qārī zur Zurückhaltung beim takfīr. Schließlich soll derjenige, der an dem Unglauben eines Dritten Gefallen findet, selbst zum Ungläubigen werden.
Al-Qārī wehrt sich in seinem Kommentar auch gegen die Auffassung, dass der Muslim, der über die Beschaffenheit des Islams (ṣifat al-islām) befragt, darauf keine Antwort wisse, ein Ungläubiger sei. Hierzu erklärt er, dass der Mensch, wenn er in seinem Herzen den Glauben angenommen und ihn mit seiner Zunge bekannt habe, nach dem Konsens ein Muslim sei. Sein Nicht-Wissen über die Beschaffenheit des Islams lasse ihn nicht aus dem Islam herausfallen, weil sonst nur noch wenige Gläubige auf der Welt übrig blieben, nämlich diejenigen, die die Kalām-Wissenschaft beherrschen. In einer solchen Frage liege vielmehr eine Bedrängnis für die Muslime, weil sie die Unwissenden in Fehler verstricke; Fangfragen (uġlūṭāt) habe aber der Prophet verboten.

### Die Madhhab-Ebene

#### Al-Qārīs Verbundenheit mit dem hanafitischen Madhhab
Al-Qārī bringt in fast allen Werken seine Verbundenheit mit dem hanafitischen Madhhab klar zum Ausdruck. So bezeichnet er die Hanafiten an mehreren Stellen als as-sāda al-Ḥanafiyya („die hanafitischen Herren“), eine Ehrenbezeichnung, die er den Anhängern der anderen Lehrrichtungen vorenthält. Die eigene hanafitische Identität kommt auch darin zum Ausdruck, dass er alle Dinge, die mit den Hanafiten zu tun haben, mit dem Personalsuffix der 1. Person Plural versieht. Öfters spricht al-Qārī auch von "unseren hanafitischen Gefährten" (aṣḥābu-nā al-Ḥanafiyya).
Hanafitische Identität zeigt sich in al-Qārīs Texten auch darin, dass er, wenn er mit dem Rechtsgrund des Idschmāʿ argumentiert, zunächst einmal den Konsens zwischen den Angehörigen des hanafitischen Madhhhabs meint. Deshalb besteht ein Großteil seiner Erörterungen zu den jeweils behandelten Problemen aus dem Vortrag der Lehrmeinungen früherer hanafitischer Gelehrter, wie sie in „den Büchern des Madhhabs“ (kutub al-maḏhab) verzeichnet sind. Trotz seiner häufigen Berufung auf den Konsens zwischen den Hanafiten kehrt al-Qārī den innerhanafitischen Dissens nicht unter den Tisch. So behandelt er in mehreren seiner Schriften innerhanafitische Debatten und stellt sich dabei bisweilen mit seiner Meinung sogar gegen namhafte hanafitische Gelehrte. Ein Beispiel ist seine Abhandlung Tazyīn al-ʿibāra li-taḥsīn al-išāra (47.) zum Nachweis der Notwendigkeit, beim Gebet während des Sprechens der Bekenntnisformel (tašahhud) in der sitzenden Haltung (qaʿda) den rechten Zeigefinger auszustrecken. Sie richtet sich gegen den Hanafiten Lutfallāh al-Kaidānī (um 1349), der das Ausstrecken des Zeigefingers bei dieser Gelegenheit für verboten erklärt hatte. Da diese Abhandlung wegen der in ihr enthaltenen Angriffe auf al-Kaidānī bei einem zeitgenössischen Gelehrten auf Kritik gestoßen war, verfasste al-Qārī zu ihr noch eine Replik (48.).

#### Das Verhältnis zu Schafiiten und Malikiten
Während al-Qārī an zahlreichen Stellen in seinen Werken Differenzen der eigenen Lehrrichtung mit dem schafiitischen Madhhab erwähnt, scheint sein Verhältnis zum malikitischen Madhhab sehr viel freundlicher gewesen zu sein. Bemerkbar macht sich das vor allem darin, dass er eine Verteidigung der malikitischen Handhaltung beim rituellen Gebet abgefasst hat (46.). Hintergrund ist der alte Konflikt über die Handhaltung des Betenden bei der stehenden Position (qiyām) nach dem Takbīr beim Eintreten in den Weihezustand (takbīr al-iḥrām). Während die Mehrheit der Muslime an dieser Stelle die Arme vor den Körper legt, lassen die Malikiten und die Schiiten die Hände nach unten hängen. Al-Qārī argumentiert in seiner Abhandlung, dass die große Autorität und das hohe Ansehen des Rechtsschulengründers Mālik ibn Anas ausreichten, um die spezielle Handhaltung der Malikiten zu begründen. Der Malikit Ahmad ibn ʿAbd al-Latīf ibn Mukaina verfasste zu seiner Abhandlung eine Lobschrift (taqrīẓ). Sie zeigt, dass dieses Werk von malikitischer Seite dankbar zur Kenntnis genommen wurde.

#### Gegen die Eiferer in den eigenen Reihen
Zwar zeigt al-Qārī ein ausgeprägtes hanafitisches Selbstbewusstsein, doch führte dies nicht dazu, dass er pro-hanafitische Traditionen bedenkenlos akzeptierte. So wies er zum Beispiel den Hadith, wonach der Gottesgesandte einst sagte: „Abū Hanīfa ist die Lampe meiner Gemeinschaft“ (Abū Ḥanīfa sirāǧ ummatī) genauso zurück wie den angeblichen Prophetenausspruch: „Es kommt dereinst ein Mann namens Muhammad ibn Idrīs (sc. asch-Schāfiʿī). Er wird für meine Gemeinschaft schädlicher sein als Iblis.“ Er meinte, dass dieser letztgenannte Hadith von einem der großen Fälscher und Betrüger lanciert worden sei.
Darüber hinaus verfasste al-Qārī eine eigene Abhandlung über die Rechtsschulenzugehörigkeit des Mahdi, in der er die Auffassung zurückwies, dass dieser der hanafitischen Rechtsschule angehört (39.). In dieser Schrift befasst sich al-Qārī mit einer ausführlichen, sehr bizarren Erzählung, die suggeriert, dass sich auch Jesus bei seiner endzeitlichen Herrschaft nach der hanafitischen Rechtsschule richten werde. Nach dieser Geschichte gehörte es zu den Huldwundern Abū Hanīfas (min karāmāti-hī anna…), dass al-Chidr dreißig Jahre lang bei ihm Unterricht in der Scharia und Tarīqa nahm, und zwar zuerst fünf Jahre auf gewöhnliche Weise, dann nach dem Tod des Lehrers 25 weitere Jahre an dessen Grab. Später soll al-Chidr das so von ihm erhaltene Wissen an den bekannten Sufi al-Quschairī, dem aufgrund der ihm obliegenden Sorge für seine Mutter eine reguläre Ausbildung verwehrt war, in Privatstunden weitergegeben haben. Durch Chidrs Unterweisung, so wird erzählt, wurde al-Quschairī zu einem berühmten Scheich. Eines Tages habe dann al-Quschairī all seine Schriften in eine Kiste gelegt und von einem seiner Schüler in den Oxus werfen lassen; eine Hand sei herausgekommen und habe die Kiste in den Fluss gezogen. Erst am Ende der Zeiten soll diese Kiste wieder zum Vorschein kommen. Jesus, der dereinst vom Himmel nach Jerusalem herabsteige, um gemäß dem islamischen Gesetz die Welt zu regieren, soll nach dem Ende der eschatologischen Kämpfe vergeblich auf die Suche nach den "Schriften der mohammedanischen Offenbarung" (kutub aš-šar al-Muḥammadī) gehen, jedoch nichts davon finden. Gott werde dann den Engel Gabriel mit der Aufforderung zu ihm herabschicken, dass er zum Oxus zu ziehen solle, um dort nach Durchführung eines bestimmten Rituals die Kiste entgegenzunehmen. Jesus werde den Befehl befolgen, zum Oxus ziehen, die Kiste entgegennehmen und darin tausend Bücher finden. „Mit diesen Büchern“ so heißt es am Schluss der Erzählung, „wird er die Offenbarung wiederbeleben.“
Al-Qārī charakterisiert diese Erzählung, die er aus einem Buch mit dem Titel Anīs al-ǧulasāʾ zitiert, als "die Rede eines Häretikers, der nach dem Ruin der Religion strebt". Anschließend weist er auf mehrere Fehler in der Geschichte hin, um aufzuzeigen, dass sie frei erfunden ist und keinerlei Wahrheitsanspruch hat. Auch äußert er die Sorge, dass diese Geschichte mit ihren leicht zu durchschauenden Fehlern seine Rechtsschule blamieren könnte: „Wenn die Gelehrten der Schafiiten, Hanbaliten und Malikiten von diesem üblen Bericht erführen, so würden sie sich darüber lustig machen und ihn als Beweis für die Verstandesschwäche der Hanafiten benutzen, für den Fall, dass sie nicht wissen, dass mitnichten einer von ihnen mit dieser Angelegenheit einverstanden ist“ Al-Qārī sah es also offensichtlich als seine Pflicht an, die Erzählung von Abū Hanīfa, al-Chidr und Jesus zurückzuweisen, um eine Blamage von seiner Rechtsschule abzuwenden.

## Rezeption

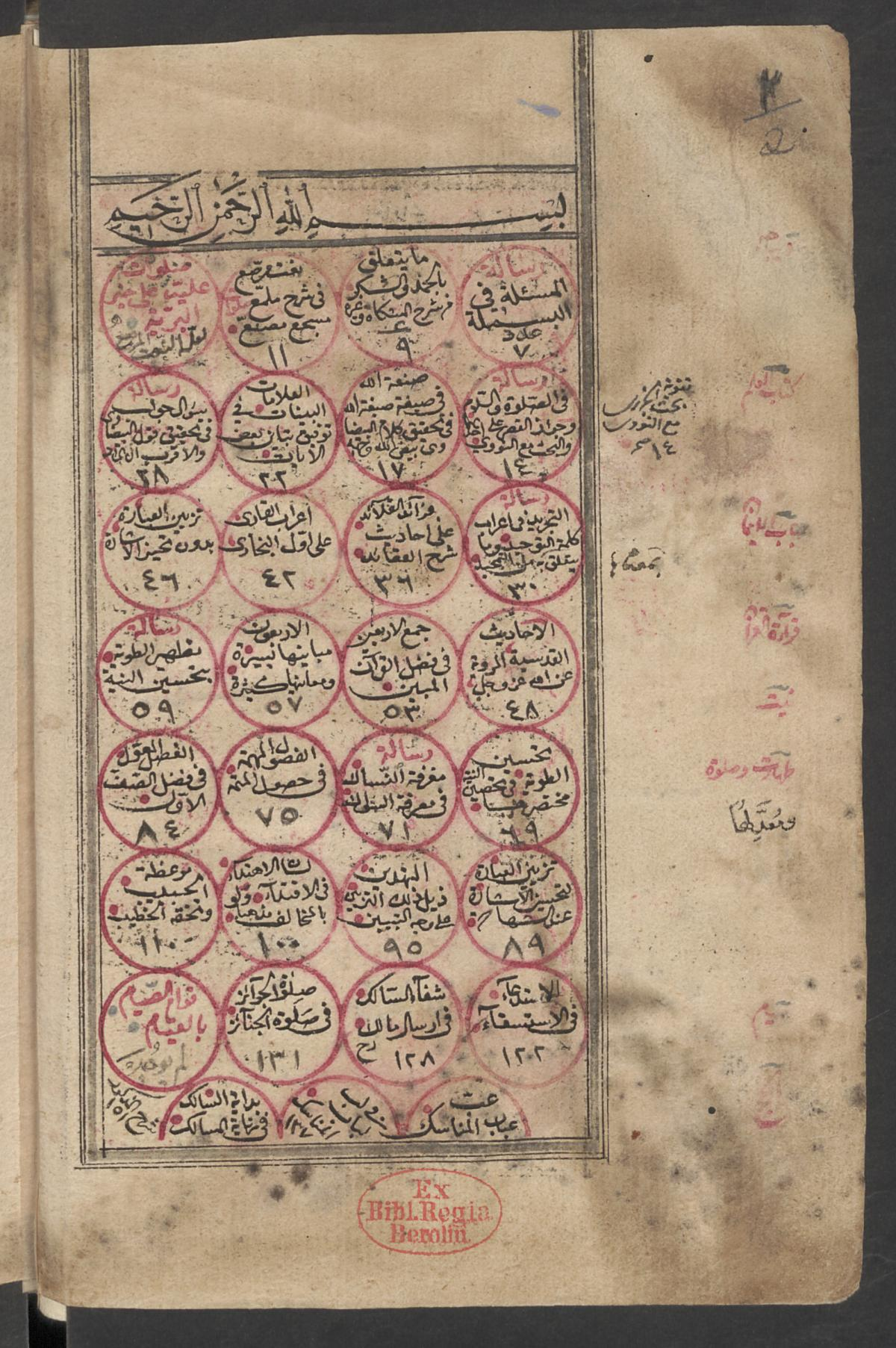
Erste Seite des Inhaltsverzeichnisses der Handschrift Landberg 295 in der Staatsbibliothek zu Berlin, die die umfangreichste Sammelhandschrift mit al-Qārīs Werken darstellt.

Mehr als die Hälfte von al-Qārīs Werken, ca. 70 Texte, sind fast ausschließlich in Sammelhandschriften überliefert. Hierzu gehören alle kurzen (bis zehn Blatt) sowie die Mehrzahl der mittellangen (bis 100 Bl.) Werke. Die umfangreichste Sammelhandschrift dieser Art, die insgesamt 73 Werke al-Qārīs enthält, ist die Handschrift Landberg 295 der Berliner Staatsbibliothek. Sie wurde zwischen 1175h (=1761 n. Chr.) und 1184h (=1770 n. Chr.) durch einen gewissen Ahmad ibn Chalīl ibn Mustafā, bekannt unter dem Namen Qādīzāde, zusammengestellt und später von dem schwedischen Arabisten Carlo Landberg (1848–1924) erworben. Sie weist in ihrer Anordnung im Gegensatz zu den meisten anderen Sammelhandschriften große Planmäßigkeit auf. Die Werke sind überwiegend zu thematischen Reihen zusammengefügt: So nehmen die Werke zur Rituallehre die Plätze Nr. 17–39 (Rituelles Gebet Nr. 17–26, Wallfahrtslehre Nr. 27–39) ein, die dogmatischen Werke, in denen sich al-Qārī mit Ibn ʿArabī auseinandersetzt, die Plätze Nr. 66–70, und auf den Plätzen Nr. 47–49 finden sich drei Schriften zur Ethik/Verhaltenslehre. Wie sehr die Sammlung, der ein ausführliches Inhaltsverzeichnis vorausgeht, als eine textuelle Einheit konzipiert ist, lässt sich daran erkennen, dass an ihrem Anfang (Nr. 1–4) Werke al-Qārīs zusammengestellt wurden, die sich mit Lobpreisungen Gottes und des Propheten befassen, also solchen doxologischen Elementen, die üblicherweise im Vorspann eines Werkes erscheinen. Auf Platz 1 steht die Abhandlung 28., die sich mit der Basmala befasst, auf Platz 2 ein Auszug aus 17. zur Hamdala, auf Platz 3 al-Qārīs Lobgebet auf den Propheten mit eigenem Kommentar (134.) und auf Platz 4 die Abhandlung zur Propheteneulogie (56.). Eine weitere Besonderheit der Handschrift Landberg 295 ist, dass die reimenden Silben der Reimprosa mit dicken, hochstehenden Punkten gekennzeichnet sind.
Al-Qārīs Angriffe auf die Schafiiten sind in Mekka nicht unbeantwortet geblieben. Er selbst verfasste schon eine Schrift zur Verteidigung gegen diejenigen, die ihn der Verunglimpfung des Imams asch-Schāfiʿī bezichtigten. ʿAbd al-Malik ibn al-Husain al-ʿIsāmī (gest. 1699), der al-Qārī in seiner Weltchronik unter dem Jahr 1014 der Hidschra kurz porträtiert, bemerkt dort, dass viele Gelehrte und Gottesfreunde die Lektüre von al-Qārīs Schriften aufgrund seiner Oppositionsstellung zu den anderen Rechtsschulen untersagt hätten.